# Pyro (Marvel)
Pyro (St. John (uitspraak "Syngeon") Allerdyce) is een fictieve superschurk uit de strips van Marvel Comics, en een vijand van de X-Men. Hij werd bedacht door Chris Claremont en John Byrne, en verscheen voor het eerst in Uncanny X-Men #141 (januari 1981).

## Geschiedenis
Pyro werd geboren in Sydney, Australië. Zijn gaven om vuur te manipuleren begonnen zich te ontwikkelen toen hij een tiener was, maar hij was niet zeker wat hij met deze gave zou moeten.
Na jarenlang in zuid Azië te hebben gewerkt als journalist, ontmoette Pyro de mutant Mystique. Zij rekruteerde hem voor haar Brotherhood of Mutants. Hoewel Pyro nooit had gewerkt voor de leider van de originele Brotherhood, Magneto, werkte Pyro bij de Brotherhood wel onder het commando van enkele van Magneto’s helpers. De Brotherhood waar Pyro lid van was ging later werken voor de Amerikaanse overheid onder de naam Freedom Force. Dit om vergeving te krijgen voor hun oude misdaden, en bescherming tegen het toenemende geweld tegen mutanten.
Enkele jaren later raakte Pyro besmet met het Legacy Virus, een dodelijke ziekte die vooral mutanten trof. Hij ging over tot drastische maatregelen om een geneesmiddel te vinden, vaak ten koste van anderen. Maar uiteindelijk bezweek hij aan het virus. Vlak voor zijn dood redde Pyro echter Senator Robert Kelly van een aanslag op zijn leven door een nieuwe Brotherhood of Mutants. Deze heldendaad veranderde Kelly’s kijk op mutanten, en zijn beslissing om te proberen een samenleving op te bouwen waarin mensen en mutanten samen konden leven. Helaas werd hij kort daarop doodgeschoten door een mutanthater.

## Alternative Versies
- Een alternatieve Pyro verscheen in de realiteit gecreëerd door Scarlet Witch in de House of M verhaallijn. Deze Pyro was een lid van de “mutant supremacist” overheid in Australië, samen met Exodus.

- In de Age of Apocalypse tijdlijn, was Pyro een van de vele mutanten gevangen in Mister Sinister’s gevangenis. Hij kwam om samen met Avalanche, Artemis, Phantazia en Newt toen ze een ontsnappingspoging waagden. In tegenstelling tot de Pyro uit de standaard Marvel tijdlijn was deze Pyro wel in staat zelf vuur te maken, maar niet immuun voor vuur.

## Krachten en vaardigheden
Pyro beschikt over sterke pyrokinethische krachten. Hij kan zelf geen vuur uit het niets doen ontstaan, maar hij kan het kleinste vlammetje (zelfs dat van een lucifer of aansteker) binnen enkele seconden doen uitgroeien tot een steekvlam. Zijn macht over vuur stelt hem in staat het te manipuleren tot elke gewenste vorm, temperatuur en intensiteit. Hij kan vuur zelfs vormen tot semi-vaste vormen en vuurwezens. Deze vuurwezens kunnen zelf bewegen en dingen aanraken/oppakken, maar hebben geen eigen wil.
Omdat Pyro zelf geen vuur kan maken, draagt hij in de strips altijd een pak met een ingebouwde vlammenwerper.
Hoewel Pyro niet gewond kan raken door vuur dat hij manipuleert, kan hij wel worden verwond door vuur waar hij geen controle over heeft. Ook staat vast dat hij het vuur moet kunnen zien om er controle over te krijgen.
In de “Age of Apocalypse” tijdlijn was Pyro wel in staat zelf vuur te maken zonder hulpmiddelen, maar verbrandde zijn eigen lichaam als hij dit deed.

## Pyro in andere media

### Televisie
- Pyro verscheen in drie afleveringen van de X-Men animatieserie uit 1992, en in de originele X-Men aflevering "Pryde of the X-Men".
- Pyro verscheen ook in de animatieserie X-Men: Evolution, als lid van Magneto’s elite team (ook bekend als de Acolytes). Zijn stem werd gedaan door Michael Dobson, met een gebroken Australisch accent. Deze versie van Pyro heeft blijkbaar een constante stroom van vuur nodig om zijn krachten te kunnen gebruiken, want toen Wolverine een keer Pyro’s vlammenwerpers vernielde, verdween Pyro’s vuurdraak meteen.

### Film
Pyro speelt mee in alle drie de X-Men films. In de films is hij nog een tiener en aanvankelijk een student op Xavier’s school, tot hij zich bij Magneto aansluit.
- In X-Men heeft Pyro alleen een cameo optreden in een klaslokaal waar Storm lesgeeft. Hij creëert een vlam, die door Iceman wordt bevroren. In deze film wordt Pyro gespeeld door Alexander Burton
- In X2 wordt Pyro gespeeld door Aaron Stanford en is zijn rol een stuk uitgebreider. Hij is vrienden met Iceman en Rogue en heeft een nogal kort lontje. Dit leidt er menig keer toe dat Pyro zijn krachten tegen iemand gebruikt zoals tegen de politie. Zijn karakter maakt hem een makkelijk slachtoffer voor Magneto, die Pyro naar zijn kant weet te krijgen aan het eind van de film. In de film heeft Pyro constant een aansteker bij zich.
- In X-Men: The Last Stand is Pyro inmiddels lid van Magneto’s Brotherhood of Mutants. Hij draagt nu ook net als in de strips een pak met een ingebouwde vlammenwerper. In de finale vecht hij tegen zijn oude vriend Iceman, maar die weet hem uit te schakelen. Pyro’s uiteindelijke lot is onbekend, maar in de boekversie van de film wordt vermeld dat Iceman hem in veiligheid brengt wanneer Jean Grey alles om haar heen begint te vernietigen.

### Marvel Cinematic Universe
In de derde Deadpool film Deadpool & Wolverine uit 2024 verschijnt Pyro uit de X-Men filmserie in de Void van het Marvel Cinematic Universe, wederom gespeeld door Aaron Stanford. Hierin werkt hij voor Cassandra Nova, maar is hij ook een spion voor Mr. Paradox van de TVA.